# Zöldy Emil
Zöldy Emil (Polgár, 1913. március 16. – Budapest, 1982. november 17.) Ybl Miklós-díjas (1953) építész, a szocialista realista építészet egyik jelentős alakja.

## Élete
1933-1939 között Budapesten az Iparművészeti Főiskolán, 1941-1943 között Bécsben az Építészeti Akadémián végezte tanulmányait. 1948-ig a Fővárosi Közmunkák Tanácsa, majd egy évig az Építésügyi Minisztérium mérnökeként dolgozott, 1949-től állami tervezővállalatok: a VÁTI, a Lakóterv, az ÁÉTV, majd a KÖZTI építész tervezője volt. 1946-ban csatlakozott a Tér és Forma című folyóiratból kiváló, a kommunizmussal szimpatizáló szerzőkhöz, akik megalapították az Új Építészet című folyóiratot és kört. Az ún. Új Építészet Kör vezetői Kozma Lajos, Major Máté Gádoros Lajos Málnai László voltak, ám a lapot Kozma halálát követően megszüntették. A kör eszmeisége   azonban 1951-ig továbbélt, amikor felváltotta a szocialista realizmus.
1953-ban az Ybl Miklós-díj alapításakor ő volt a jelöltek közül az egyedüli pártonkívüli. Ekkor a Lakótervben dolgozott, a II. fokozatú díj indoklásában is lakóházak szerepeltek, mint az elismerésre méltó építészi teljesítmény produktumai: a Balaton utcai bérházak, komlói lakó- és középületek, a Hungária körúti és a Róbert Károly körúti lakóépületek.
1954-ben – még Komló főépítészeként – mint önkéntes részt vett a koreai háború utáni újjáépítésben Észak-Korea fővárosában, Phenjanban. Alkotásai, a Phenjani Operaház és a Zeneakadémia a mai napig láthatók, de a 32 fős mérnökcsapat főépítészeként számos más phenjani köz- és lakóépület tervezőmunkáját koordinálta ottlétük hét hónapja alatt.
1951 és 1956 között számos, a szocialista realista stílusban fogant épületet tervezett elsősorban Budapesten és Komlón, de ezt követően is tervezőmérnökként dolgozott.

## Díjai
- Ottó Wagner-díj (Bécs, 1943)[9]
- Munka Érdemrend (1953)[10]
- Ybl Miklós-díj II. fokozata lakóépületek tervezéséért (1943)[11]

## Jelentős munkái
- Balatonvilágos, a mai Club Tihany, volt MSZMP pártüdülő Külügyi-elnöki villája (szocreál 1950-es évek)
- Budapest V. kerülete, Honvéd utcai tiszti lakások (1950-53, Stollár Béla utca 10, Szemere u. 18-20, szocreál)[12]
- Budapest XIII. kerülete Róbert Károly körút 39. sz. lakóépület (szocreál, 1953-54)[5]
- Budapest X. kerülete Üllői út, lakóházak (1955-1958, a József Attila-lakótelep részeként, de attól városrészileg elkülönülten)[13]
- A Gödöllői Agrártudományi Egyetem (ma: Szent István Egyetem) Gépészmérnöki Kar (Gödöllő, Páter Károly utca 1., 1969)[14]
- Lauber Dezső Sportcsarnok, Pécs (terv: 1968, átadás: 1976, Középülettervező Vállalat)[15]